# Metahadzia tavaresi
Metahadzia tavaresi is een vlokreeftensoort uit de familie van de Hadziidae. De wetenschappelijke naam van de soort is voor het eerst geldig gepubliceerd in 1972 door Mateus & Mateus.